# Astronomski objekt
Pod pojmom astronomskih objekata ili nebeskih tijela u astronomiji se podrazumijevaju svi objekti u svemiru: zvijezde, planeti, asteroide, prirodne satelite. Popis nebeskih tijela:
| Sunčev sustav | Tijela izvan Sunčeva sustava | Tijela izvan Sunčeva sustava | Tijela izvan Sunčeva sustava |
| Sunčev sustav | Jednostavna tijela | Složena tijela | Izdužena tijela |
| --- | --- | --- | --- |
| - Sunce - Planetni sustav - Planeti - Merkur - Venera - Zemlja - Mjesec - Mars - Fobos i Deimos - Jupiter - sateliti - Saturn - sateliti - Saturnovi prsteni - Uran - sateliti - Neptun - sateliti - Patuljasti planeti - Pluton - sateliti - Eris - Dysnomia - Ceres - Makemake - Haumea - sateliti - Asteroidi ili planetoidi - Vulkanoidi - Apoheli - Zemlji bliski asteroid - Arjuni - Atoni - Apoloni - Amori - Marsovi presretači - Asteroidni pojas ili glavni planetoidni pojas - Porodica Hungarija - Porodica Phocaea - Porodica Nysa - Porodica Alinda - Porodica Hilda - Porodica Pallas - Porodica Maria - Porodica Koronis - Porodica Eos - Porodica Themis - Porodica Griqua - Porodica Cybele - Porodica Thule - Porodica Vesta - Trojanci - Zemljin Trojanac - Marsovi trojanci - Jupiterovi trojanci - Neptunovi trojanci - Vanjski presretači planeta - Damocloidi - Kentauri - Transneptunska tijela - Kuiperov pojas - Klasična tijela Kuiperova pojasa - Rezonantna transneptunska tijela - Plutino (2:3) - Twotino (1:2) - Razbacana tijela (od diska) - Odvojeni objekti - Kometi - Oortov oblak - Meteoroidi - Meteori - Meteorski pljusak - Sunčev vjetar - Međuplanetarna tvar - Zodijačka svjetlost | - Ekstrasolarni planeti - Vrući Jupiteri - Ekscentrični Jupiteri - Pulsarski planeti - Vrući Neptuni / Super-Zemlje - Prijelazni planeti - Odbjegli planeti - Hipotetički planeti - Chthonianski planeti - Oceanski planeti - Trojanski planeti - Smeđi patuljci - L - razred zvijezda - T - razred zvijezda - Smeđi patuljčići - Zvijezde po spektralnim razredima - Razred O (plave zvijezde) - Razred B (plavo-bijele zvijezde) - Razred A (bijele zvijezde) - Razred F (žuto-bijele zvijezde) - Razred G (žute zvijezde) - Razred K (narančaste zvijezde) - Razred M (crvene zvijezde) - Neobične zvijezde - Ugljične zvijezde - Razred S zvijezda - Ljuskaste zvijezde - Wolf-Rayetova zvijezde - Neobične zvijezde razreda A - Metalične zvijezde razreda A - Barijeve zvijezde - P Labud zvijezde - Modre lutalice - Zvijezde prema glavnom nizu - Patuljčići - Zvijezde glavnog niza - Manji divovi - Divovi - Svijetli divovi - Superdivovi - Hiperdivovi - Zvijezde prema populaciji zvijezda - Populacija III - Populacija II - Zvijezde iz galaktičkog haloa - Zvijezde iz debljeg diska galaktike - Populacija I - Zvijezde prema zvjezdanoj evoluciji - Protozvijezde - Youngova zvjezdana tijela - Zvijezde glavnog niza - Crveni divovi - Crveni superdivovi - Plavi superdivovi - Wolf-Rayetove zvijezde - Bijeli patuljci - Neutronske zvijezde - Promjenljive zvijezde - Unutarnje promjenjive - Pulsirajuće promjenljive zvijezde - Cefeide - W Virginis - Delta Scuti - RR-liride - Miride - Polupravilne promjenljivice - Nepravilne promjenljivice - Beta cefeide - Alfa Labud cefeide - RV Bik promjenjive - Eruptivne promjenljivice - Bljeskovite zvijezde - Promjenjive tipa T Bika - Promjenjive tipa FU Orion - Promjenjive tipa R Sjeverna kruna - Luminozne plave promjenjive - Kataklizmičke promjenljive zvijezde - Simbiotske promjenjive zvijezde - Patuljaste nove - Nove - Supernove - Supernove prve vrste - Supernove druge vrste - Hipotetičke - Hipernove - Nepravilno promjenjive zvijezde - Rotirajuće promjenljivice - Magnetski promjenjive zvijezde - Nesferične promjenljivice - Pomrčinske promjenljivice - Zvijezde tipa Algol - Zvijezde tipa Beta Lire - Zvijezde tipa W Veliki medvjed - Kompaktne zvijezde - Bijeli patuljci - Crni patuljci - Neutronske zvijezde - Magnetari - Pulsari - Hipotetičke zvijezde - Kvarkove zvijezde - Preonske zvijezde - Crne rupa - Zvjezdane crne rupe - Osrednje crne rupe - Supermasivne crne rupe - Svemirski bljeskovi gama zraka | - Planetarni sustavi - Zvjezdani sustavi - Jednozvjezdani sustavi - Sunčev sustav - Višezvjezdani sustav - Dvojne zvijezde - Metoda promatranja: - Optički dvojne zvijezde - Vizualne dvojne zvijezde - Astrometrijske dvojne zvijezde - Spektroskopske dvojne zvijezde - Pomrčinske dvojne zvijezde - Bliske dvojne zvijezde - Odvojene dvojne zvijezde - Poluodvojene dvojne zvijezde - Dodirne dvojne zvijezde - Neobjašnene dvojne zvijezde - Rendgenske dvojne zvijezde - Rendgenski dvojni bljeskovi - Trojne zvijezde - Grupirane zvijezde - Zvjezdane skupine - Zvjezdane asocijacije - Otvorene zvjezdane skupine - Kuglasti skup - Vrlo povezane zvjezdane skupine - Zviježđa - Asterizam - Dijelovi galaktika - Galaktička ispupčenja - Galaktičke šipke - Galaktički prstenovi - Spiralni krak - Tanki diskovi - Debeli disk - Galaktički halo - Galaktičke korone - Galaktike - Klasificiranje galaktika - Spiralne galaktike - Spiralne galaktike jedva vidljive - Lećaste galaktike - Eliptične galaktike - Prstenaste galaktike - Nepravilne galaktike - Galaktike po veličini - Najsjanije grupne galaktike - Ogromne eliptične galaktike - Patuljaste galaktike - Aktivne galaktike - Kvazari - Blazari - Radio galaktike - Seyfertove galaktike - Galaktike sa zvjezdanim bljeskovima - Tamne galaktike - Skupine galaktika - Grozdovi galaktika - Supergrozdovi galaktika - Galaktička vlakna i šupljine | - Akredicijski diskovi - Tvar oko zvijezda - Disk krhotina - Međuzvjezdana tvar - Međuplanetarno magnetsko polje - Diskovi oko zvijezda - Protoplanetarni diskovi - Međuzvjezdana tvar - Međuzvjezdani oblak - Maglice - Emisijske maglice - Planetne maglice - Ostaci supernove - Pulsarske maglice - H II područje - Odrazne maglice - Tamne maglice - Molekularni oblaci - Tamni oblaci - Protoplanetarni diskovi - H I područje - Međugalaktička tvar - Kozmičko mikrovalno pozadinsko zračenje - Tamna tvar - MACHO (kompaktni masivni objekti u haloima) - WIMPS (masivne čestice koje slabo interaktiraju) - Hipotetički - Svemirske strune - Zid domene |